# Keşap
Keşap ist eine türkische Küstenstadt am Schwarzen Meer und zugleich Verwaltungszentrum des gleichnamigen Landkreises in der Provinz Giresun. Die Stadt liegt ca. 10 km (14 Straßenkilometer) östlich der Provinzhauptstadt Giresun.
Der Landkreis wurde 1945 gegründet. Bis dahin war er eine Nahiye im zentralen, hauptstädtischen Kreis (Merkez Kazası) und wies zum letzten Volkszählung vor der Selbständigkeit (1940) 28.096 Einwohner in 45 Ortschaften (Mevkiler) auf. Die im Stadtlogo manifestierte Jahreszahl (1945) dürfte ein Hinweis auf das Jahr der Erhebung zur Stadtgemeinde (Belediye) sein.
Der Kreis Keşap grenzt an den zentralen Landkreis (Merkez) Giresun im Westen, den Kreis Dereli im Süden, den Kreis Yağlıdere im Südosten und den Kreis Espiye im Osten. Seine Bevölkerungsdichte (105) liegt über dem Durchschnitt der Provinz (64,4 Einw. je km²). Ende 2020 bestand der Kreis neben der Kreisstadt noch aus 44 Dörfern (Köy) mit durchschnittlich 227 Bewohnern (Dorfbevölkerung gesamt: 9972). Karabulduk ist mit 843 Einwohnern das größte Dorf.